# Райън Бабел
Райън Бабел (собственото име на английски, фамилията на нидерландски: Ryan Babel) е нидерландски професионален футболист. Най-често е използван като нападател, но също така може да играе и като ляво крило. Роден е на 19 декември 1986 г. в нидерландската столица Амстердам. Юноша е на Аякс.

## Кариера
През 1997 г. на конкурсните изпити за школата на „Аякс“ Райън Бабел заема първо място и така започва неговата кариера. Преминава през всички формации на отбора, а на 14 януари 2004 г. подписва и първия си професионален договор.
На 1 февруари 2004 г. само два месеца, след като е навършил 17 години, Райън Бабел дебютира за първия тим при победата над Адо Ден Хааг с 4:0. Същата година нидерландският гранд печели титлата, но младока не се появява повече в играя до края на сезона. През следващата година обаче футболиста играе по-важна роля в тима. На 20 ноември 2004 г. вкарва и първия си гол за Аякс при победата с 5:0 над Де Граафшап. На 26 март 2005 г. в мача Нидерландия-Румъния Бабел влиза като резерва, с което прави дебют с националана фланелка. В същия мач той вкарва втория гол за крайното 2:0. С това става най-младият голмайстор за националния отбор от 68 години насам. В първия си пълен сезон с Аякс приключва със 7 гола в 20 мача.
През юни 2005 г. Бабел е част от младежката формация на страната си по време на световното първенство. Там в 4 мача вкарва 2 гола, а отборът му отпада на четвърфиналите от Нигерия с 9:10 след изпълнения на дузпи (Бабел вкарва своята дузпа).
Следващия месец подписва нов договор с клуба си. Стартира сезон 2005/06 с победен гол във финала за суперкупата на Нидерландия срещу ПСВ Айндховен. Този сезон обаче е труден за него като вкарва само 2 гола в първенството. Той обаче продължава да е национал на страната си и дори вкарва гол срещу Италия. В края на сезона Бабел се появява като резерва във финала за Купата на Нидерландия, в който неговият тим печели. През лятото на 2006 г. е в състава на Марко ван Бастен за Мондиал 2006, но се появява единствено като резерва срещу Аржентина. През 2006/07 Бабел отново печели суперкупата и купата на страната, а тимът му губи по нещастен начин титлата в последния кръг, заради по-лоша голова разлика от шампиона. През юни 2007 г., Бабел заедно с младежката формация на Нидерландия печелят европейската титла. На това първенство той вкарва 2 гола, а на финала е избран за най-добър играч в мача.
На 10 юли 2007 г. официално подписва с Ливърпул. За неговите права от английския клуб плащат 13,5 милиона паунда. На 13 юли 2007 г. слага подписа си под 5-годишен договор с най-титулувания английски отбор.

## Успехи
- Аякс Амстердам
  - Суперкупа на Нидерландия 2005, 2006
  - Купа на Нидерландия 2005/06, 2006/07

- Нидерландия
  - Европейски шампион за младежи през 2007 г.